# المدرسة الهندية العالمية (الجبيل)

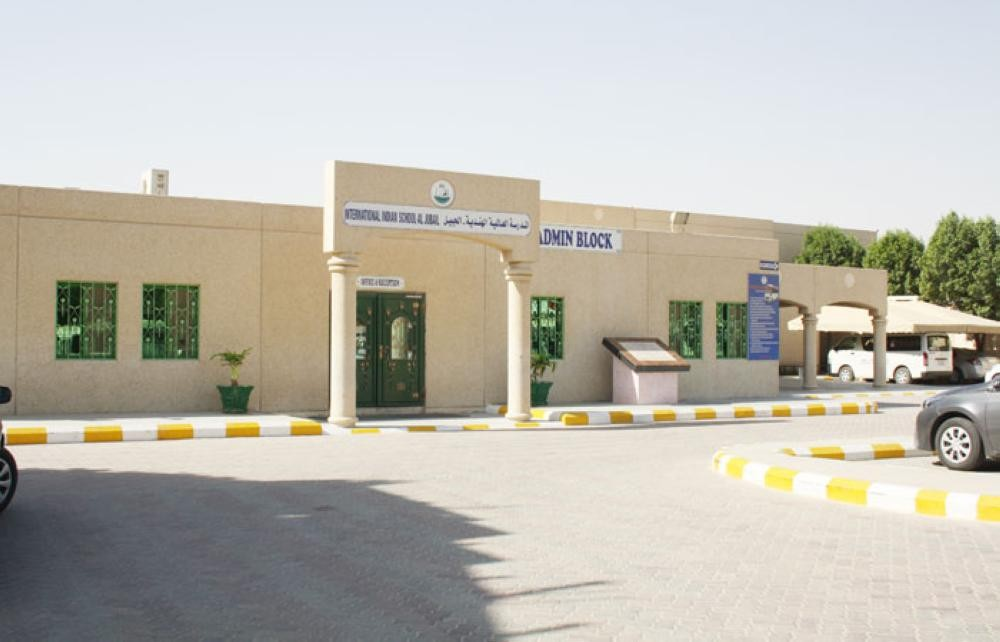
صورة للواجهة الامامية للمدرسة الهندية فى مدينة الجبيل بالمنطقة الشرقية للممكلة العربية السعودية

المدرسة الهندية الدولية، الجبيل ، المعروفة سابقا باسم مدرسة سفارة الهند, هي مدرسة دولية هندية في الجبيل. تأسست في 30 نوفمبر 1987. وجود جميع المراحل من رياض الأطفال إلى 12، وتعتبر أكبر مدرسة هندية في الجبيل. كانت المدرسة سابقا كبائن متنقلة اما الآن فتتكون من أربعة مبان مجهزة بمرافق حديثة. وتم استئجار مبنى إضافي لاستيعاب العدد المتزايد من التلاميذ في القسم الابتدائي من السنة الدراسية 2008-2009 واضافة بناء مجمع من اليوبيل الفضي مصنوع للفتيات في المدرسة..
نائب مدير قسم البنين: السيد فخر الدين علي أحمد
نائب مدير قسم البنات: السيدة. عائشة تزين

## روابط خارجية
- الموقع الرسمي